# 郡茂徳
郡 茂徳（こおり しげのり、1882年〈明治15年〉9月12日 - 没年不詳）は、日本の内務官僚。台湾総督府官僚。弁護士。

## 経歴
三重県出身。1912年（明治45年）、東京帝国大学法科大学独法科を卒業して三重県属となり、1913年（大正2年）高等文官試験に合格した。三重県警視、同員弁郡長、同理事官、朝鮮総督府事務官、福岡県事務官、長崎県書記官、愛媛県警察部長、高知県警察部長、宮崎県内務部長、香川県内務部長、福岡県学務部長を歴任した。1932年（昭和7年）、新竹州内務部長に転じ、台湾総督府文教局学務課長、総督官房審議室事務官を歴任した。
退官後、台中州会議員、台湾野蚕代表、大和村建築信用購買利用組合長、台中州醤油工業株式会社社長、台湾青果株式会社常務、下関中央青果株式会社取締役を務めた。
戦後は、弁護士を開業し、宇治山田市引揚協力会および同更生組合各理事長、伊勢市監査委員、三重県弁護士会副会長などを歴任した。